# Rhorus gamboai
Rhorus gamboai är en stekelart som beskrevs av Ian D. Gauld 1997. Rhorus gamboai ingår i släktet Rhorus och familjen brokparasitsteklar. Inga underarter finns listade i Catalogue of Life.